# Phunderdihari
Phunderdihari là một thị trấn thống kê (census town) của quận Surguja thuộc bang Chhattisgarh, Ấn Độ.

## Nhân khẩu
Theo điều tra dân số năm 2001 của Ấn Độ, Phunderdihari có dân số 16.106 người. Phái nam chiếm 51% tổng số dân và phái nữ chiếm 49%. Phunderdihari có tỷ lệ 77% biết đọc biết viết, cao hơn tỷ lệ trung bình toàn quốc là 59,5%: tỷ lệ cho phái nam là 82%, và tỷ lệ cho phái nữ là 72%. Tại Phunderdihari, 12% dân số nhỏ hơn 6 tuổi.